# Карму-ду-Риу-Верди
Карму-ду-Риу-Верди (порт. Carmo do Rio Verde)  —  муниципалитет в Бразилии, входит в штат Гояс. Составная часть мезорегиона Центр штата Гойас. Входит в экономико-статистический  микрорегион Серис. Население составляет 8897 человек на 2007 год. Занимает площадь 455,924 км². Плотность населения — 16,6 чел./км².
Праздник города — 14 ноября.

## История
Город основан 14 ноября 1952 года.

## Статистика
- Валовой внутренний продукт на 2003 год составляет 50 900 847,00 реалов (данные: Бразильский институт географии и статистики).
- Валовой внутренний продукт на душу населения на 2003 год составляет 9586,55 реалов (данные: Бразильский институт географии и статистики).
- Индекс развития человеческого потенциала на 2000 год составляет 0,804 (данные: Программа развития ООН).

## География
Климат местности: жаркий и полугумидный.